# Person of the Year (Time)
Person of the year er en pris, der har været uddelt af det amerikanske magasin TIME siden 1927. Prisen bliver i reglen uddelt til enkeltpersoner, men igennem tiden har grupper, lande, organisationer og idéer blandt andet også modtaget den. "Person of the year-prisen" er atypisk, på den måde set at den ofte ikke tildeles personer der ved første øjekast bør hædres – men nærmere er henvendt til personer, vis indflydelse har påvirket verden betydeligt. Eksempler på dette er, at bl.a. Josef Stalin og Adolf Hitler har modtaget prisen.
Prisen blev oprindeligt uddelt til en mand - "Man of the Year". I 1999 blev det ændret til det kønsneutrale "Person of the Year".
Traditionen med at udpege "Man of the Year" begyndte i in 1927, da redaktørerne på TIME konstaterede, at TIME ikke havde bragt amerikaneren Charles Lindbergh på magasinets forside i året der var gået. Lindberg havde stået for en af årets helt store begivenheder, da han ene mand som den første nogensinde fløj non-stop over Atlanten. For at kompensere blev det besluttet at trykke en forsidehistorie om Lindberg og samtidig udnævne ham til "Man of the Year".

## Persons of the Year
Følgende personer har modtaget titlen "Man of the Year"/"Person of the Year" siden 1927:

## Eksterne links
- Wikimedia Commons har flere filer relateret til Person of the Year (Time)

| År   | Person                                              | Fødsel, død         | Noter |
| ---- | --------------------------------------------------- | ------------------- | --- |
| 1927 | Charles Lindbergh                                   | 1902–1974           | Første person – og samtidig den yngste nogensinde |
| 1928 | Walter Chrysler                                     | 1875–1940           | |
| 1929 | Owen D. Young                                       | 1874–1962           | |
| 1930 | Mahatma Gandhi                                      | 1869–1948           | Første asiatiske og første ikke-amerikanske |
| 1931 | Pierre Laval                                        | 1883–1945           | Første europæiske |
| 1932 | Franklin D. Roosevelt                               | 1882–1945           | Første præsident |
| 1933 | Hugh Samuel Johnson                                 | 1882–1942           | |
| 1934 | Franklin D. Roosevelt                               | 1882–1945           | Roosevelts anden kåring |
| 1935 | Haile Selassie 1. af Etiopien                       | 1892–1975           | Første royale; første afrikanske |
| 1936 | Wallis Simpson                                      | 1896–1986           | Første kvinde |
| 1937 | Chiang Kai-shek Soong May-ling                      | 1887–1975 1897–2003 | |
| 1938 | Adolf Hitler                                        | 1889–1945           | Første og sidste nazistiske leder; første fascist |
| 1939 | Josef Stalin                                        | 1878–1953           | Første kommunistiske leder |
| 1940 | Winston Churchill                                   | 1874–1965           | Første brite |
| 1941 | Franklin D. Roosevelt                               | 1882–1945           | Tredje kåring |
| 1942 | Josef Stalin                                        | 1878–1953           | Anden kåring |
| 1943 | George Marshall                                     | 1880–1959           | |
| 1944 | Dwight D. Eisenhower                                | 1890–1969           | |
| 1945 | Harry S. Truman                                     | 1884–1972           | |
| 1946 | James F. Byrnes                                     | 1879–1972           | |
| 1947 | George Marshall                                     | 1880–1959           | Anden kåring |
| 1948 | Harry S. Truman                                     | 1884–1972           | Anden kåring |
| 1949 | Winston Churchill                                   | 1874–1965           | Det halve 20. århundredes mand; anden kåring |
| 1950 | Det amerikanske militær; den amerikanske soldat     |                     | Første kåring, som ikke var rettet imod en enkeltperson. |
| 1951 | Mohammed Mossadegh                                  | 1882–1967           | |
| 1952 | Elizabeth II                                        | 1926                | |
| 1953 | Konrad Adenauer                                     | 1876–1967           | |
| 1954 | John Foster Dulles                                  | 1888–1959           | |
| 1955 | Harlow Curtice                                      | 1893–1962           | |
| 1956 | Hungarian Freedom Fighter                           |                     | Abstrakt kåring |
| 1957 | Nikita Khrushchev                                   | 1894–1971           | |
| 1958 | Charles de Gaulle                                   | 1890–1970           | |
| 1959 | Dwight D. Eisenhower                                | 1890–1969           | Anden kåring |
| 1960 | Amerikanske fysikere                                |                     | George Beadle, Charles Draper, John Enders, Donald A. Glaser, Joshua Lederberg, Willard Libby, Linus Pauling, Edward Purcell, Isidor Rabi, Emilio Segrè, William Shockley, Edward Teller, Charles Townes, James Van Allen, og Robert Woodward |
| 1961 | John F. Kennedy                                     | 1917–1963           | |
| 1962 | Pave Johannes 23.                                   | 1881–1963           | Første pave |
| 1963 | Martin Luther King, Jr.                             | 1929–1968           | |
| 1964 | Lyndon B. Johnson                                   | 1908–1973           | |
| 1965 | William Westmoreland                                | 1914–2005           | |
| 1966 | The Generation Twenty-Five and Under (Baby Boomers) |                     | |
| 1967 | Lyndon B. Johnson                                   | 1908–1973           | Anden kåring |
| 1968 | Apollo 8 astronauternes                             |                     | William Anders, Frank Borman, og Jim Lovell |
| 1969 | The Middle Americans                                |                     | |
| 1970 | Willy Brandt                                        | 1913–1992           | |
| 1971 | Richard Nixon                                       | 1913–1994           | |
| 1972 | Richard Nixon                                       | 1913–1994           | Anden kåring |
| 1972 | Henry Kissinger                                     | 1923                | |
| 1973 | John Sirica                                         | 1904–1992           | |
| 1974 | Kong Faisal                                         | 1906–1975           | |
| 1975 | Amerikanske kvinder                                 |                     | Susan Brownmiller, Kathleen Byerly, Alison Cheek, Jill Conway, Betty Ford, Ella Grasso, Carla Hills, Barbara Jordan, Billie Jean King, Carol Sutton, Susie Sharp, og Addie Wyatt                                                              |
| 1976 | Jimmy Carter                                        | 1924                | |
| 1977 | Anwar Sadat                                         | 1918–1981           | |
| 1978 | Deng Xiaoping                                       | 1904–1997           | |
| 1979 | Ruhollah Khomeini                                   | 1902–1989           | |
| 1980 | Ronald Reagan                                       | 1911–2004           | |
| 1981 | Lech Wałęsa                                         | 1943                | Første polske kåring |
| 1982 | The Computer                                        |                     | Første ikke-menneskelige kåring |
| 1983 | Ronald Reagan                                       | 1911–2004           | Anden kåring |
| 1983 | Jurij Andropov                                      | 1914–1984           | |
| 1984 | Peter Ueberroth                                     | 1937                | |
| 1985 | Deng Xiaoping                                       | 1904–1997           | Anden kåring, ældste person |
| 1986 | Corazon C. Aquino                                   | 1933                | |
| 1987 | Mikhail Gorbatjov                                   | 1931                | |
| 1988 | The Endangered Earth                                |                     | |
| 1989 | Mikhail Gorbatjov                                   | 1931                | Anden kåring |
| 1990 | George H. W. Bush                                   | 1924                | |
| 1991 | Ted Turner                                          | 1938                | |
| 1992 | Bill Clinton                                        | 1946                | |
| 1993 | The Peacemakers                                     |                     | Yasser Arafat, F.W. de Klerk, Nelson Mandela, Yitzhak Rabin |
| 1994 | Pave Johannes Paul 2.                               | 1920–2005           | Pave nr. 2 |
| 1995 | Newt Gingrich                                       | 1943                | |
| 1996 | David Ho                                            | 1952                | |
| 1997 | Andy Grove                                          | 1936                | |
| 1998 | Bill Clinton                                        | 1946                | Anden kåring |
| 1998 | Kenneth Starr                                       | 1946                | |
| 1999 | Jeffrey P. Bezos                                    | 1964                | |
| 2000 | George W. Bush                                      | 1946                | |
| 2001 | Rudolph Giuliani                                    | 1944                | |
| 2002 | The Whistleblowers                                  |                     | Cynthia Cooper, WorldCom; Coleen Rowley, FBI; og Sherron Watkins, Enron |
| 2003 | Det amerikanske militær; den amerikanske soldat     |                     | Anden kåring |
| 2004 | George W. Bush                                      | 1946                | Anden kåring |
| 2005 | De barmhjertige samaritanere                        |                     | Representeret af Bono, Bill Gates, og Melinda Gates |
| 2006 | Dig                                                 |                     | "Du kontrollerer informations-alderen" |
| 2007 | Vladimir Putin                                      | 1952                | |
| 2008 | Barack Obama                                        | 1961                | |
| 2009 | Ben Bernanke                                        | 1953                | |
| 2010 | Mark Zuckerberg                                     | 1984                | |
| 2011 | "Demonstranten"                                     |                     | |
| 2012 | Barack Obama                                        | 1961                | Anden kåring |
| 2013 | Pave Frans                                          | 1936                | |
| 2014 | Ebola bekæmpere                                     |                     | |
| 2015 | Angela Merkel                                       | 1954                | |
| 2016 | Donald Trump                                        | 1946                | |
| 2017 | #MeToo-bevægelsen                                   |                     | |
| 2018 | "The Guardians"                                     |                     | Journalister der er blevet forfulgt, arresteret eller myrdet for deres journalistik. |
| 2019 | Greta Thunberg                                      | 2003                | |
| 2020 | Joe Biden og Kamala Harris                          | 1942 og 1964        | |
| 2021 | Elon Musk                                           | 1971                | |

1. ↑  "Person of the Year 2007". Time. 2007. Arkiveret fra originalen 17. december 2002. Hentet 2008-02-13.
2. ↑  "Person of the Year 2008". Time. 2008. Arkiveret fra originalen 29. april 2009. Hentet 2008-12-17.
3. ↑  Person of the year 2014
4. ↑  Kim, Eun Kyung (11. december 2018). "Time's 2018 Person of the Year: 'The Guardians and the War on Truth'". Today Show. Hentet 11. december 2018.